# Мат слоном и конём
|   | a | b | c | d | e | f | g | h |   |
| - | --- | --- | --- | --- | --- | --- | --- | --- | - |
| 8 | a8 белый круг · b8 белый круг · g8 чёрный круг · h8 чёрный круг · a7 белый круг · c7 чёрный крест · f7 чёрный крест · h7 чёрный круг · b6 чёрный крест · g6 чёрный крест · b3 чёрный крест · g3 чёрный крест · a2 чёрный круг · c2 чёрный крест · f2 чёрный крест · h2 белый круг · a1 чёрный круг · b1 чёрный круг · g1 белый круг · h1 белый круг | a8 белый круг · b8 белый круг · g8 чёрный круг · h8 чёрный круг · a7 белый круг · c7 чёрный крест · f7 чёрный крест · h7 чёрный круг · b6 чёрный крест · g6 чёрный крест · b3 чёрный крест · g3 чёрный крест · a2 чёрный круг · c2 чёрный крест · f2 чёрный крест · h2 белый круг · a1 чёрный круг · b1 чёрный круг · g1 белый круг · h1 белый круг | a8 белый круг · b8 белый круг · g8 чёрный круг · h8 чёрный круг · a7 белый круг · c7 чёрный крест · f7 чёрный крест · h7 чёрный круг · b6 чёрный крест · g6 чёрный крест · b3 чёрный крест · g3 чёрный крест · a2 чёрный круг · c2 чёрный крест · f2 чёрный крест · h2 белый круг · a1 чёрный круг · b1 чёрный круг · g1 белый круг · h1 белый круг | a8 белый круг · b8 белый круг · g8 чёрный круг · h8 чёрный круг · a7 белый круг · c7 чёрный крест · f7 чёрный крест · h7 чёрный круг · b6 чёрный крест · g6 чёрный крест · b3 чёрный крест · g3 чёрный крест · a2 чёрный круг · c2 чёрный крест · f2 чёрный крест · h2 белый круг · a1 чёрный круг · b1 чёрный круг · g1 белый круг · h1 белый круг | a8 белый круг · b8 белый круг · g8 чёрный круг · h8 чёрный круг · a7 белый круг · c7 чёрный крест · f7 чёрный крест · h7 чёрный круг · b6 чёрный крест · g6 чёрный крест · b3 чёрный крест · g3 чёрный крест · a2 чёрный круг · c2 чёрный крест · f2 чёрный крест · h2 белый круг · a1 чёрный круг · b1 чёрный круг · g1 белый круг · h1 белый круг | a8 белый круг · b8 белый круг · g8 чёрный круг · h8 чёрный круг · a7 белый круг · c7 чёрный крест · f7 чёрный крест · h7 чёрный круг · b6 чёрный крест · g6 чёрный крест · b3 чёрный крест · g3 чёрный крест · a2 чёрный круг · c2 чёрный крест · f2 чёрный крест · h2 белый круг · a1 чёрный круг · b1 чёрный круг · g1 белый круг · h1 белый круг | a8 белый круг · b8 белый круг · g8 чёрный круг · h8 чёрный круг · a7 белый круг · c7 чёрный крест · f7 чёрный крест · h7 чёрный круг · b6 чёрный крест · g6 чёрный крест · b3 чёрный крест · g3 чёрный крест · a2 чёрный круг · c2 чёрный крест · f2 чёрный крест · h2 белый круг · a1 чёрный круг · b1 чёрный круг · g1 белый круг · h1 белый круг | a8 белый круг · b8 белый круг · g8 чёрный круг · h8 чёрный круг · a7 белый круг · c7 чёрный крест · f7 чёрный крест · h7 чёрный круг · b6 чёрный крест · g6 чёрный крест · b3 чёрный крест · g3 чёрный крест · a2 чёрный круг · c2 чёрный крест · f2 чёрный крест · h2 белый круг · a1 чёрный круг · b1 чёрный круг · g1 белый круг · h1 белый круг | 8 |
| 7 | a8 белый круг · b8 белый круг · g8 чёрный круг · h8 чёрный круг · a7 белый круг · c7 чёрный крест · f7 чёрный крест · h7 чёрный круг · b6 чёрный крест · g6 чёрный крест · b3 чёрный крест · g3 чёрный крест · a2 чёрный круг · c2 чёрный крест · f2 чёрный крест · h2 белый круг · a1 чёрный круг · b1 чёрный круг · g1 белый круг · h1 белый круг | a8 белый круг · b8 белый круг · g8 чёрный круг · h8 чёрный круг · a7 белый круг · c7 чёрный крест · f7 чёрный крест · h7 чёрный круг · b6 чёрный крест · g6 чёрный крест · b3 чёрный крест · g3 чёрный крест · a2 чёрный круг · c2 чёрный крест · f2 чёрный крест · h2 белый круг · a1 чёрный круг · b1 чёрный круг · g1 белый круг · h1 белый круг | a8 белый круг · b8 белый круг · g8 чёрный круг · h8 чёрный круг · a7 белый круг · c7 чёрный крест · f7 чёрный крест · h7 чёрный круг · b6 чёрный крест · g6 чёрный крест · b3 чёрный крест · g3 чёрный крест · a2 чёрный круг · c2 чёрный крест · f2 чёрный крест · h2 белый круг · a1 чёрный круг · b1 чёрный круг · g1 белый круг · h1 белый круг | a8 белый круг · b8 белый круг · g8 чёрный круг · h8 чёрный круг · a7 белый круг · c7 чёрный крест · f7 чёрный крест · h7 чёрный круг · b6 чёрный крест · g6 чёрный крест · b3 чёрный крест · g3 чёрный крест · a2 чёрный круг · c2 чёрный крест · f2 чёрный крест · h2 белый круг · a1 чёрный круг · b1 чёрный круг · g1 белый круг · h1 белый круг | a8 белый круг · b8 белый круг · g8 чёрный круг · h8 чёрный круг · a7 белый круг · c7 чёрный крест · f7 чёрный крест · h7 чёрный круг · b6 чёрный крест · g6 чёрный крест · b3 чёрный крест · g3 чёрный крест · a2 чёрный круг · c2 чёрный крест · f2 чёрный крест · h2 белый круг · a1 чёрный круг · b1 чёрный круг · g1 белый круг · h1 белый круг | a8 белый круг · b8 белый круг · g8 чёрный круг · h8 чёрный круг · a7 белый круг · c7 чёрный крест · f7 чёрный крест · h7 чёрный круг · b6 чёрный крест · g6 чёрный крест · b3 чёрный крест · g3 чёрный крест · a2 чёрный круг · c2 чёрный крест · f2 чёрный крест · h2 белый круг · a1 чёрный круг · b1 чёрный круг · g1 белый круг · h1 белый круг | a8 белый круг · b8 белый круг · g8 чёрный круг · h8 чёрный круг · a7 белый круг · c7 чёрный крест · f7 чёрный крест · h7 чёрный круг · b6 чёрный крест · g6 чёрный крест · b3 чёрный крест · g3 чёрный крест · a2 чёрный круг · c2 чёрный крест · f2 чёрный крест · h2 белый круг · a1 чёрный круг · b1 чёрный круг · g1 белый круг · h1 белый круг | a8 белый круг · b8 белый круг · g8 чёрный круг · h8 чёрный круг · a7 белый круг · c7 чёрный крест · f7 чёрный крест · h7 чёрный круг · b6 чёрный крест · g6 чёрный крест · b3 чёрный крест · g3 чёрный крест · a2 чёрный круг · c2 чёрный крест · f2 чёрный крест · h2 белый круг · a1 чёрный круг · b1 чёрный круг · g1 белый круг · h1 белый круг | 7 |
| 6 | a8 белый круг · b8 белый круг · g8 чёрный круг · h8 чёрный круг · a7 белый круг · c7 чёрный крест · f7 чёрный крест · h7 чёрный круг · b6 чёрный крест · g6 чёрный крест · b3 чёрный крест · g3 чёрный крест · a2 чёрный круг · c2 чёрный крест · f2 чёрный крест · h2 белый круг · a1 чёрный круг · b1 чёрный круг · g1 белый круг · h1 белый круг | a8 белый круг · b8 белый круг · g8 чёрный круг · h8 чёрный круг · a7 белый круг · c7 чёрный крест · f7 чёрный крест · h7 чёрный круг · b6 чёрный крест · g6 чёрный крест · b3 чёрный крест · g3 чёрный крест · a2 чёрный круг · c2 чёрный крест · f2 чёрный крест · h2 белый круг · a1 чёрный круг · b1 чёрный круг · g1 белый круг · h1 белый круг | a8 белый круг · b8 белый круг · g8 чёрный круг · h8 чёрный круг · a7 белый круг · c7 чёрный крест · f7 чёрный крест · h7 чёрный круг · b6 чёрный крест · g6 чёрный крест · b3 чёрный крест · g3 чёрный крест · a2 чёрный круг · c2 чёрный крест · f2 чёрный крест · h2 белый круг · a1 чёрный круг · b1 чёрный круг · g1 белый круг · h1 белый круг | a8 белый круг · b8 белый круг · g8 чёрный круг · h8 чёрный круг · a7 белый круг · c7 чёрный крест · f7 чёрный крест · h7 чёрный круг · b6 чёрный крест · g6 чёрный крест · b3 чёрный крест · g3 чёрный крест · a2 чёрный круг · c2 чёрный крест · f2 чёрный крест · h2 белый круг · a1 чёрный круг · b1 чёрный круг · g1 белый круг · h1 белый круг | a8 белый круг · b8 белый круг · g8 чёрный круг · h8 чёрный круг · a7 белый круг · c7 чёрный крест · f7 чёрный крест · h7 чёрный круг · b6 чёрный крест · g6 чёрный крест · b3 чёрный крест · g3 чёрный крест · a2 чёрный круг · c2 чёрный крест · f2 чёрный крест · h2 белый круг · a1 чёрный круг · b1 чёрный круг · g1 белый круг · h1 белый круг | a8 белый круг · b8 белый круг · g8 чёрный круг · h8 чёрный круг · a7 белый круг · c7 чёрный крест · f7 чёрный крест · h7 чёрный круг · b6 чёрный крест · g6 чёрный крест · b3 чёрный крест · g3 чёрный крест · a2 чёрный круг · c2 чёрный крест · f2 чёрный крест · h2 белый круг · a1 чёрный круг · b1 чёрный круг · g1 белый круг · h1 белый круг | a8 белый круг · b8 белый круг · g8 чёрный круг · h8 чёрный круг · a7 белый круг · c7 чёрный крест · f7 чёрный крест · h7 чёрный круг · b6 чёрный крест · g6 чёрный крест · b3 чёрный крест · g3 чёрный крест · a2 чёрный круг · c2 чёрный крест · f2 чёрный крест · h2 белый круг · a1 чёрный круг · b1 чёрный круг · g1 белый круг · h1 белый круг | a8 белый круг · b8 белый круг · g8 чёрный круг · h8 чёрный круг · a7 белый круг · c7 чёрный крест · f7 чёрный крест · h7 чёрный круг · b6 чёрный крест · g6 чёрный крест · b3 чёрный крест · g3 чёрный крест · a2 чёрный круг · c2 чёрный крест · f2 чёрный крест · h2 белый круг · a1 чёрный круг · b1 чёрный круг · g1 белый круг · h1 белый круг | 6 |
| 5 | a8 белый круг · b8 белый круг · g8 чёрный круг · h8 чёрный круг · a7 белый круг · c7 чёрный крест · f7 чёрный крест · h7 чёрный круг · b6 чёрный крест · g6 чёрный крест · b3 чёрный крест · g3 чёрный крест · a2 чёрный круг · c2 чёрный крест · f2 чёрный крест · h2 белый круг · a1 чёрный круг · b1 чёрный круг · g1 белый круг · h1 белый круг | a8 белый круг · b8 белый круг · g8 чёрный круг · h8 чёрный круг · a7 белый круг · c7 чёрный крест · f7 чёрный крест · h7 чёрный круг · b6 чёрный крест · g6 чёрный крест · b3 чёрный крест · g3 чёрный крест · a2 чёрный круг · c2 чёрный крест · f2 чёрный крест · h2 белый круг · a1 чёрный круг · b1 чёрный круг · g1 белый круг · h1 белый круг | a8 белый круг · b8 белый круг · g8 чёрный круг · h8 чёрный круг · a7 белый круг · c7 чёрный крест · f7 чёрный крест · h7 чёрный круг · b6 чёрный крест · g6 чёрный крест · b3 чёрный крест · g3 чёрный крест · a2 чёрный круг · c2 чёрный крест · f2 чёрный крест · h2 белый круг · a1 чёрный круг · b1 чёрный круг · g1 белый круг · h1 белый круг | a8 белый круг · b8 белый круг · g8 чёрный круг · h8 чёрный круг · a7 белый круг · c7 чёрный крест · f7 чёрный крест · h7 чёрный круг · b6 чёрный крест · g6 чёрный крест · b3 чёрный крест · g3 чёрный крест · a2 чёрный круг · c2 чёрный крест · f2 чёрный крест · h2 белый круг · a1 чёрный круг · b1 чёрный круг · g1 белый круг · h1 белый круг | a8 белый круг · b8 белый круг · g8 чёрный круг · h8 чёрный круг · a7 белый круг · c7 чёрный крест · f7 чёрный крест · h7 чёрный круг · b6 чёрный крест · g6 чёрный крест · b3 чёрный крест · g3 чёрный крест · a2 чёрный круг · c2 чёрный крест · f2 чёрный крест · h2 белый круг · a1 чёрный круг · b1 чёрный круг · g1 белый круг · h1 белый круг | a8 белый круг · b8 белый круг · g8 чёрный круг · h8 чёрный круг · a7 белый круг · c7 чёрный крест · f7 чёрный крест · h7 чёрный круг · b6 чёрный крест · g6 чёрный крест · b3 чёрный крест · g3 чёрный крест · a2 чёрный круг · c2 чёрный крест · f2 чёрный крест · h2 белый круг · a1 чёрный круг · b1 чёрный круг · g1 белый круг · h1 белый круг | a8 белый круг · b8 белый круг · g8 чёрный круг · h8 чёрный круг · a7 белый круг · c7 чёрный крест · f7 чёрный крест · h7 чёрный круг · b6 чёрный крест · g6 чёрный крест · b3 чёрный крест · g3 чёрный крест · a2 чёрный круг · c2 чёрный крест · f2 чёрный крест · h2 белый круг · a1 чёрный круг · b1 чёрный круг · g1 белый круг · h1 белый круг | a8 белый круг · b8 белый круг · g8 чёрный круг · h8 чёрный круг · a7 белый круг · c7 чёрный крест · f7 чёрный крест · h7 чёрный круг · b6 чёрный крест · g6 чёрный крест · b3 чёрный крест · g3 чёрный крест · a2 чёрный круг · c2 чёрный крест · f2 чёрный крест · h2 белый круг · a1 чёрный круг · b1 чёрный круг · g1 белый круг · h1 белый круг | 5 |
| 4 | a8 белый круг · b8 белый круг · g8 чёрный круг · h8 чёрный круг · a7 белый круг · c7 чёрный крест · f7 чёрный крест · h7 чёрный круг · b6 чёрный крест · g6 чёрный крест · b3 чёрный крест · g3 чёрный крест · a2 чёрный круг · c2 чёрный крест · f2 чёрный крест · h2 белый круг · a1 чёрный круг · b1 чёрный круг · g1 белый круг · h1 белый круг | a8 белый круг · b8 белый круг · g8 чёрный круг · h8 чёрный круг · a7 белый круг · c7 чёрный крест · f7 чёрный крест · h7 чёрный круг · b6 чёрный крест · g6 чёрный крест · b3 чёрный крест · g3 чёрный крест · a2 чёрный круг · c2 чёрный крест · f2 чёрный крест · h2 белый круг · a1 чёрный круг · b1 чёрный круг · g1 белый круг · h1 белый круг | a8 белый круг · b8 белый круг · g8 чёрный круг · h8 чёрный круг · a7 белый круг · c7 чёрный крест · f7 чёрный крест · h7 чёрный круг · b6 чёрный крест · g6 чёрный крест · b3 чёрный крест · g3 чёрный крест · a2 чёрный круг · c2 чёрный крест · f2 чёрный крест · h2 белый круг · a1 чёрный круг · b1 чёрный круг · g1 белый круг · h1 белый круг | a8 белый круг · b8 белый круг · g8 чёрный круг · h8 чёрный круг · a7 белый круг · c7 чёрный крест · f7 чёрный крест · h7 чёрный круг · b6 чёрный крест · g6 чёрный крест · b3 чёрный крест · g3 чёрный крест · a2 чёрный круг · c2 чёрный крест · f2 чёрный крест · h2 белый круг · a1 чёрный круг · b1 чёрный круг · g1 белый круг · h1 белый круг | a8 белый круг · b8 белый круг · g8 чёрный круг · h8 чёрный круг · a7 белый круг · c7 чёрный крест · f7 чёрный крест · h7 чёрный круг · b6 чёрный крест · g6 чёрный крест · b3 чёрный крест · g3 чёрный крест · a2 чёрный круг · c2 чёрный крест · f2 чёрный крест · h2 белый круг · a1 чёрный круг · b1 чёрный круг · g1 белый круг · h1 белый круг | a8 белый круг · b8 белый круг · g8 чёрный круг · h8 чёрный круг · a7 белый круг · c7 чёрный крест · f7 чёрный крест · h7 чёрный круг · b6 чёрный крест · g6 чёрный крест · b3 чёрный крест · g3 чёрный крест · a2 чёрный круг · c2 чёрный крест · f2 чёрный крест · h2 белый круг · a1 чёрный круг · b1 чёрный круг · g1 белый круг · h1 белый круг | a8 белый круг · b8 белый круг · g8 чёрный круг · h8 чёрный круг · a7 белый круг · c7 чёрный крест · f7 чёрный крест · h7 чёрный круг · b6 чёрный крест · g6 чёрный крест · b3 чёрный крест · g3 чёрный крест · a2 чёрный круг · c2 чёрный крест · f2 чёрный крест · h2 белый круг · a1 чёрный круг · b1 чёрный круг · g1 белый круг · h1 белый круг | a8 белый круг · b8 белый круг · g8 чёрный круг · h8 чёрный круг · a7 белый круг · c7 чёрный крест · f7 чёрный крест · h7 чёрный круг · b6 чёрный крест · g6 чёрный крест · b3 чёрный крест · g3 чёрный крест · a2 чёрный круг · c2 чёрный крест · f2 чёрный крест · h2 белый круг · a1 чёрный круг · b1 чёрный круг · g1 белый круг · h1 белый круг | 4 |
| 3 | a8 белый круг · b8 белый круг · g8 чёрный круг · h8 чёрный круг · a7 белый круг · c7 чёрный крест · f7 чёрный крест · h7 чёрный круг · b6 чёрный крест · g6 чёрный крест · b3 чёрный крест · g3 чёрный крест · a2 чёрный круг · c2 чёрный крест · f2 чёрный крест · h2 белый круг · a1 чёрный круг · b1 чёрный круг · g1 белый круг · h1 белый круг | a8 белый круг · b8 белый круг · g8 чёрный круг · h8 чёрный круг · a7 белый круг · c7 чёрный крест · f7 чёрный крест · h7 чёрный круг · b6 чёрный крест · g6 чёрный крест · b3 чёрный крест · g3 чёрный крест · a2 чёрный круг · c2 чёрный крест · f2 чёрный крест · h2 белый круг · a1 чёрный круг · b1 чёрный круг · g1 белый круг · h1 белый круг | a8 белый круг · b8 белый круг · g8 чёрный круг · h8 чёрный круг · a7 белый круг · c7 чёрный крест · f7 чёрный крест · h7 чёрный круг · b6 чёрный крест · g6 чёрный крест · b3 чёрный крест · g3 чёрный крест · a2 чёрный круг · c2 чёрный крест · f2 чёрный крест · h2 белый круг · a1 чёрный круг · b1 чёрный круг · g1 белый круг · h1 белый круг | a8 белый круг · b8 белый круг · g8 чёрный круг · h8 чёрный круг · a7 белый круг · c7 чёрный крест · f7 чёрный крест · h7 чёрный круг · b6 чёрный крест · g6 чёрный крест · b3 чёрный крест · g3 чёрный крест · a2 чёрный круг · c2 чёрный крест · f2 чёрный крест · h2 белый круг · a1 чёрный круг · b1 чёрный круг · g1 белый круг · h1 белый круг | a8 белый круг · b8 белый круг · g8 чёрный круг · h8 чёрный круг · a7 белый круг · c7 чёрный крест · f7 чёрный крест · h7 чёрный круг · b6 чёрный крест · g6 чёрный крест · b3 чёрный крест · g3 чёрный крест · a2 чёрный круг · c2 чёрный крест · f2 чёрный крест · h2 белый круг · a1 чёрный круг · b1 чёрный круг · g1 белый круг · h1 белый круг | a8 белый круг · b8 белый круг · g8 чёрный круг · h8 чёрный круг · a7 белый круг · c7 чёрный крест · f7 чёрный крест · h7 чёрный круг · b6 чёрный крест · g6 чёрный крест · b3 чёрный крест · g3 чёрный крест · a2 чёрный круг · c2 чёрный крест · f2 чёрный крест · h2 белый круг · a1 чёрный круг · b1 чёрный круг · g1 белый круг · h1 белый круг | a8 белый круг · b8 белый круг · g8 чёрный круг · h8 чёрный круг · a7 белый круг · c7 чёрный крест · f7 чёрный крест · h7 чёрный круг · b6 чёрный крест · g6 чёрный крест · b3 чёрный крест · g3 чёрный крест · a2 чёрный круг · c2 чёрный крест · f2 чёрный крест · h2 белый круг · a1 чёрный круг · b1 чёрный круг · g1 белый круг · h1 белый круг | a8 белый круг · b8 белый круг · g8 чёрный круг · h8 чёрный круг · a7 белый круг · c7 чёрный крест · f7 чёрный крест · h7 чёрный круг · b6 чёрный крест · g6 чёрный крест · b3 чёрный крест · g3 чёрный крест · a2 чёрный круг · c2 чёрный крест · f2 чёрный крест · h2 белый круг · a1 чёрный круг · b1 чёрный круг · g1 белый круг · h1 белый круг | 3 |
| 2 | a8 белый круг · b8 белый круг · g8 чёрный круг · h8 чёрный круг · a7 белый круг · c7 чёрный крест · f7 чёрный крест · h7 чёрный круг · b6 чёрный крест · g6 чёрный крест · b3 чёрный крест · g3 чёрный крест · a2 чёрный круг · c2 чёрный крест · f2 чёрный крест · h2 белый круг · a1 чёрный круг · b1 чёрный круг · g1 белый круг · h1 белый круг | a8 белый круг · b8 белый круг · g8 чёрный круг · h8 чёрный круг · a7 белый круг · c7 чёрный крест · f7 чёрный крест · h7 чёрный круг · b6 чёрный крест · g6 чёрный крест · b3 чёрный крест · g3 чёрный крест · a2 чёрный круг · c2 чёрный крест · f2 чёрный крест · h2 белый круг · a1 чёрный круг · b1 чёрный круг · g1 белый круг · h1 белый круг | a8 белый круг · b8 белый круг · g8 чёрный круг · h8 чёрный круг · a7 белый круг · c7 чёрный крест · f7 чёрный крест · h7 чёрный круг · b6 чёрный крест · g6 чёрный крест · b3 чёрный крест · g3 чёрный крест · a2 чёрный круг · c2 чёрный крест · f2 чёрный крест · h2 белый круг · a1 чёрный круг · b1 чёрный круг · g1 белый круг · h1 белый круг | a8 белый круг · b8 белый круг · g8 чёрный круг · h8 чёрный круг · a7 белый круг · c7 чёрный крест · f7 чёрный крест · h7 чёрный круг · b6 чёрный крест · g6 чёрный крест · b3 чёрный крест · g3 чёрный крест · a2 чёрный круг · c2 чёрный крест · f2 чёрный крест · h2 белый круг · a1 чёрный круг · b1 чёрный круг · g1 белый круг · h1 белый круг | a8 белый круг · b8 белый круг · g8 чёрный круг · h8 чёрный круг · a7 белый круг · c7 чёрный крест · f7 чёрный крест · h7 чёрный круг · b6 чёрный крест · g6 чёрный крест · b3 чёрный крест · g3 чёрный крест · a2 чёрный круг · c2 чёрный крест · f2 чёрный крест · h2 белый круг · a1 чёрный круг · b1 чёрный круг · g1 белый круг · h1 белый круг | a8 белый круг · b8 белый круг · g8 чёрный круг · h8 чёрный круг · a7 белый круг · c7 чёрный крест · f7 чёрный крест · h7 чёрный круг · b6 чёрный крест · g6 чёрный крест · b3 чёрный крест · g3 чёрный крест · a2 чёрный круг · c2 чёрный крест · f2 чёрный крест · h2 белый круг · a1 чёрный круг · b1 чёрный круг · g1 белый круг · h1 белый круг | a8 белый круг · b8 белый круг · g8 чёрный круг · h8 чёрный круг · a7 белый круг · c7 чёрный крест · f7 чёрный крест · h7 чёрный круг · b6 чёрный крест · g6 чёрный крест · b3 чёрный крест · g3 чёрный крест · a2 чёрный круг · c2 чёрный крест · f2 чёрный крест · h2 белый круг · a1 чёрный круг · b1 чёрный круг · g1 белый круг · h1 белый круг | a8 белый круг · b8 белый круг · g8 чёрный круг · h8 чёрный круг · a7 белый круг · c7 чёрный крест · f7 чёрный крест · h7 чёрный круг · b6 чёрный крест · g6 чёрный крест · b3 чёрный крест · g3 чёрный крест · a2 чёрный круг · c2 чёрный крест · f2 чёрный крест · h2 белый круг · a1 чёрный круг · b1 чёрный круг · g1 белый круг · h1 белый круг | 2 |
| 1 | a8 белый круг · b8 белый круг · g8 чёрный круг · h8 чёрный круг · a7 белый круг · c7 чёрный крест · f7 чёрный крест · h7 чёрный круг · b6 чёрный крест · g6 чёрный крест · b3 чёрный крест · g3 чёрный крест · a2 чёрный круг · c2 чёрный крест · f2 чёрный крест · h2 белый круг · a1 чёрный круг · b1 чёрный круг · g1 белый круг · h1 белый круг | a8 белый круг · b8 белый круг · g8 чёрный круг · h8 чёрный круг · a7 белый круг · c7 чёрный крест · f7 чёрный крест · h7 чёрный круг · b6 чёрный крест · g6 чёрный крест · b3 чёрный крест · g3 чёрный крест · a2 чёрный круг · c2 чёрный крест · f2 чёрный крест · h2 белый круг · a1 чёрный круг · b1 чёрный круг · g1 белый круг · h1 белый круг | a8 белый круг · b8 белый круг · g8 чёрный круг · h8 чёрный круг · a7 белый круг · c7 чёрный крест · f7 чёрный крест · h7 чёрный круг · b6 чёрный крест · g6 чёрный крест · b3 чёрный крест · g3 чёрный крест · a2 чёрный круг · c2 чёрный крест · f2 чёрный крест · h2 белый круг · a1 чёрный круг · b1 чёрный круг · g1 белый круг · h1 белый круг | a8 белый круг · b8 белый круг · g8 чёрный круг · h8 чёрный круг · a7 белый круг · c7 чёрный крест · f7 чёрный крест · h7 чёрный круг · b6 чёрный крест · g6 чёрный крест · b3 чёрный крест · g3 чёрный крест · a2 чёрный круг · c2 чёрный крест · f2 чёрный крест · h2 белый круг · a1 чёрный круг · b1 чёрный круг · g1 белый круг · h1 белый круг | a8 белый круг · b8 белый круг · g8 чёрный круг · h8 чёрный круг · a7 белый круг · c7 чёрный крест · f7 чёрный крест · h7 чёрный круг · b6 чёрный крест · g6 чёрный крест · b3 чёрный крест · g3 чёрный крест · a2 чёрный круг · c2 чёрный крест · f2 чёрный крест · h2 белый круг · a1 чёрный круг · b1 чёрный круг · g1 белый круг · h1 белый круг | a8 белый круг · b8 белый круг · g8 чёрный круг · h8 чёрный круг · a7 белый круг · c7 чёрный крест · f7 чёрный крест · h7 чёрный круг · b6 чёрный крест · g6 чёрный крест · b3 чёрный крест · g3 чёрный крест · a2 чёрный круг · c2 чёрный крест · f2 чёрный крест · h2 белый круг · a1 чёрный круг · b1 чёрный круг · g1 белый круг · h1 белый круг | a8 белый круг · b8 белый круг · g8 чёрный круг · h8 чёрный круг · a7 белый круг · c7 чёрный крест · f7 чёрный крест · h7 чёрный круг · b6 чёрный крест · g6 чёрный крест · b3 чёрный крест · g3 чёрный крест · a2 чёрный круг · c2 чёрный крест · f2 чёрный крест · h2 белый круг · a1 чёрный круг · b1 чёрный круг · g1 белый круг · h1 белый круг | a8 белый круг · b8 белый круг · g8 чёрный круг · h8 чёрный круг · a7 белый круг · c7 чёрный крест · f7 чёрный крест · h7 чёрный круг · b6 чёрный крест · g6 чёрный крест · b3 чёрный крест · g3 чёрный крест · a2 чёрный круг · c2 чёрный крест · f2 чёрный крест · h2 белый круг · a1 чёрный круг · b1 чёрный круг · g1 белый круг · h1 белый круг | 1 |
|   | a | b | c | d | e | f | g | h |   |

Чёрная точка — поле, где король слабейшей стороны может быть заматован при чёрнопольном слоне.

Мат одинокому королю слоном и конём достигается не позже 33-го хода из любого начального положения только в углу цвета слона (при наилучшей защите слабейшей стороны) совместными действиями этих фигур и короля. Требует точной игры, так как необходимое для мата число ходов близко к предельно допустимому (см. Правило 50 ходов).

## Условия мата
Чтобы заматовать одинокого короля конём и слоном, необходимо выполнить условия:
- Король сильнейшей стороны должен находиться на расстоянии хода коня от углового поля.
- Мат вынуждается только в одном из двух углов, доступных слону. При этом мат ставится на одном из шести полей: в этих самых двух углах или на смежных полях.

## План матования
1. Вытеснение неприятельского короля из центра.
2. Оттеснение короля на край доски.
3. Оттеснение короля в нужный угол.
4. Матование.

Оттеснение короля слабейшей стороны на край доски не требует особых усилий, но при этом король часто стремится в угол, противоположный цвету слона сильнейшей стороны, так как он безопасен для него. Пример перегонки короля в нужный угол:
| \| \| a \| b \| c \| d \| e \| f \| g \| h \| \| \| - \| ------------------------------------------------------------------ \| ------------------------------------------------------------------ \| ------------------------------------------------------------------ \| ------------------------------------------------------------------ \| ------------------------------------------------------------------ \| ------------------------------------------------------------------ \| ------------------------------------------------------------------ \| ------------------------------------------------------------------ \| - \| \| 8 \| h8 чёрный король · f6 белый король · e5 белый конь · f5 белый слон \| h8 чёрный король · f6 белый король · e5 белый конь · f5 белый слон \| h8 чёрный король · f6 белый король · e5 белый конь · f5 белый слон \| h8 чёрный король · f6 белый король · e5 белый конь · f5 белый слон \| h8 чёрный король · f6 белый король · e5 белый конь · f5 белый слон \| h8 чёрный король · f6 белый король · e5 белый конь · f5 белый слон \| h8 чёрный король · f6 белый король · e5 белый конь · f5 белый слон \| h8 чёрный король · f6 белый король · e5 белый конь · f5 белый слон \| 8 \| \| 7 \| h8 чёрный король · f6 белый король · e5 белый конь · f5 белый слон \| h8 чёрный король · f6 белый король · e5 белый конь · f5 белый слон \| h8 чёрный король · f6 белый король · e5 белый конь · f5 белый слон \| h8 чёрный король · f6 белый король · e5 белый конь · f5 белый слон \| h8 чёрный король · f6 белый король · e5 белый конь · f5 белый слон \| h8 чёрный король · f6 белый король · e5 белый конь · f5 белый слон \| h8 чёрный король · f6 белый король · e5 белый конь · f5 белый слон \| h8 чёрный король · f6 белый король · e5 белый конь · f5 белый слон \| 7 \| \| 6 \| h8 чёрный король · f6 белый король · e5 белый конь · f5 белый слон \| h8 чёрный король · f6 белый король · e5 белый конь · f5 белый слон \| h8 чёрный король · f6 белый король · e5 белый конь · f5 белый слон \| h8 чёрный король · f6 белый король · e5 белый конь · f5 белый слон \| h8 чёрный король · f6 белый король · e5 белый конь · f5 белый слон \| h8 чёрный король · f6 белый король · e5 белый конь · f5 белый слон \| h8 чёрный король · f6 белый король · e5 белый конь · f5 белый слон \| h8 чёрный король · f6 белый король · e5 белый конь · f5 белый слон \| 6 \| \| 5 \| h8 чёрный король · f6 белый король · e5 белый конь · f5 белый слон \| h8 чёрный король · f6 белый король · e5 белый конь · f5 белый слон \| h8 чёрный король · f6 белый король · e5 белый конь · f5 белый слон \| h8 чёрный король · f6 белый король · e5 белый конь · f5 белый слон \| h8 чёрный король · f6 белый король · e5 белый конь · f5 белый слон \| h8 чёрный король · f6 белый король · e5 белый конь · f5 белый слон \| h8 чёрный король · f6 белый король · e5 белый конь · f5 белый слон \| h8 чёрный король · f6 белый король · e5 белый конь · f5 белый слон \| 5 \| \| 4 \| h8 чёрный король · f6 белый король · e5 белый конь · f5 белый слон \| h8 чёрный король · f6 белый король · e5 белый конь · f5 белый слон \| h8 чёрный король · f6 белый король · e5 белый конь · f5 белый слон \| h8 чёрный король · f6 белый король · e5 белый конь · f5 белый слон \| h8 чёрный король · f6 белый король · e5 белый конь · f5 белый слон \| h8 чёрный король · f6 белый король · e5 белый конь · f5 белый слон \| h8 чёрный король · f6 белый король · e5 белый конь · f5 белый слон \| h8 чёрный король · f6 белый король · e5 белый конь · f5 белый слон \| 4 \| \| 3 \| h8 чёрный король · f6 белый король · e5 белый конь · f5 белый слон \| h8 чёрный король · f6 белый король · e5 белый конь · f5 белый слон \| h8 чёрный король · f6 белый король · e5 белый конь · f5 белый слон \| h8 чёрный король · f6 белый король · e5 белый конь · f5 белый слон \| h8 чёрный король · f6 белый король · e5 белый конь · f5 белый слон \| h8 чёрный король · f6 белый король · e5 белый конь · f5 белый слон \| h8 чёрный король · f6 белый король · e5 белый конь · f5 белый слон \| h8 чёрный король · f6 белый король · e5 белый конь · f5 белый слон \| 3 \| \| 2 \| h8 чёрный король · f6 белый король · e5 белый конь · f5 белый слон \| h8 чёрный король · f6 белый король · e5 белый конь · f5 белый слон \| h8 чёрный король · f6 белый король · e5 белый конь · f5 белый слон \| h8 чёрный король · f6 белый король · e5 белый конь · f5 белый слон \| h8 чёрный король · f6 белый король · e5 белый конь · f5 белый слон \| h8 чёрный король · f6 белый король · e5 белый конь · f5 белый слон \| h8 чёрный король · f6 белый король · e5 белый конь · f5 белый слон \| h8 чёрный король · f6 белый король · e5 белый конь · f5 белый слон \| 2 \| \| 1 \| h8 чёрный король · f6 белый король · e5 белый конь · f5 белый слон \| h8 чёрный король · f6 белый король · e5 белый конь · f5 белый слон \| h8 чёрный король · f6 белый король · e5 белый конь · f5 белый слон \| h8 чёрный король · f6 белый король · e5 белый конь · f5 белый слон \| h8 чёрный король · f6 белый король · e5 белый конь · f5 белый слон \| h8 чёрный король · f6 белый король · e5 белый конь · f5 белый слон \| h8 чёрный король · f6 белый король · e5 белый конь · f5 белый слон \| h8 чёрный король · f6 белый король · e5 белый конь · f5 белый слон \| 1 \| \| \| a \| b \| c \| d \| e \| f \| g \| h \| \| 1. Kf7+ Kpg8 2. Cg6 Kpf8 3. Ch7 Kpe8 4. Ke5! Kpd8 (предположим, чёрный король стремится подольше остаться ближе к чёрному углу, тогда 4. … Kpf8 5. Kd7+ Kpe8 6. Kpe6 Kpd8 7. Kpd6 Kpe8 8. Cg6+ Kpd8 9. Cf7 Kpc8 10. Kc5 с тем же алгоритмом матования, что и в главном варианте) 5. Kpe6 Kpc7 6. Kd7! Kpb7 7. Cd3! (теперь чёрный король никуда не вырвется из белого угла) Kpc6 8. Cc4 Kpc7 9. Cd5 Kpd8 10. Kpd6 Kpe8 11. Ce6 Kpd8 12. Cf7 Kpc8 13. Kc5 Kpd8 14. Kb7+ Kpc8 15. Kpc6 Kpb8 16. Kpb6 Kpc8 17. Ce6+ Kpb8 18. Kc5 Kpa8 19. Cd7 Kpb8 20. Ka6+ Kpa8 21. Cc6#. |                                                                    |                                                                    |                                                                    |                                                                    |                                                                    |                                                                    |                                                                    |                                                                    |   |
| | a                                                                  | b                                                                  | c                                                                  | d                                                                  | e                                                                  | f                                                                  | g                                                                  | h                                                                  |   |
| 8 | h8 чёрный король · f6 белый король · e5 белый конь · f5 белый слон | h8 чёрный король · f6 белый король · e5 белый конь · f5 белый слон | h8 чёрный король · f6 белый король · e5 белый конь · f5 белый слон | h8 чёрный король · f6 белый король · e5 белый конь · f5 белый слон | h8 чёрный король · f6 белый король · e5 белый конь · f5 белый слон | h8 чёрный король · f6 белый король · e5 белый конь · f5 белый слон | h8 чёрный король · f6 белый король · e5 белый конь · f5 белый слон | h8 чёрный король · f6 белый король · e5 белый конь · f5 белый слон | 8 |
| 7 | h8 чёрный король · f6 белый король · e5 белый конь · f5 белый слон | h8 чёрный король · f6 белый король · e5 белый конь · f5 белый слон | h8 чёрный король · f6 белый король · e5 белый конь · f5 белый слон | h8 чёрный король · f6 белый король · e5 белый конь · f5 белый слон | h8 чёрный король · f6 белый король · e5 белый конь · f5 белый слон | h8 чёрный король · f6 белый король · e5 белый конь · f5 белый слон | h8 чёрный король · f6 белый король · e5 белый конь · f5 белый слон | h8 чёрный король · f6 белый король · e5 белый конь · f5 белый слон | 7 |
| 6 | h8 чёрный король · f6 белый король · e5 белый конь · f5 белый слон | h8 чёрный король · f6 белый король · e5 белый конь · f5 белый слон | h8 чёрный король · f6 белый король · e5 белый конь · f5 белый слон | h8 чёрный король · f6 белый король · e5 белый конь · f5 белый слон | h8 чёрный король · f6 белый король · e5 белый конь · f5 белый слон | h8 чёрный король · f6 белый король · e5 белый конь · f5 белый слон | h8 чёрный король · f6 белый король · e5 белый конь · f5 белый слон | h8 чёрный король · f6 белый король · e5 белый конь · f5 белый слон | 6 |
| 5 | h8 чёрный король · f6 белый король · e5 белый конь · f5 белый слон | h8 чёрный король · f6 белый король · e5 белый конь · f5 белый слон | h8 чёрный король · f6 белый король · e5 белый конь · f5 белый слон | h8 чёрный король · f6 белый король · e5 белый конь · f5 белый слон | h8 чёрный король · f6 белый король · e5 белый конь · f5 белый слон | h8 чёрный король · f6 белый король · e5 белый конь · f5 белый слон | h8 чёрный король · f6 белый король · e5 белый конь · f5 белый слон | h8 чёрный король · f6 белый король · e5 белый конь · f5 белый слон | 5 |
| 4 | h8 чёрный король · f6 белый король · e5 белый конь · f5 белый слон | h8 чёрный король · f6 белый король · e5 белый конь · f5 белый слон | h8 чёрный король · f6 белый король · e5 белый конь · f5 белый слон | h8 чёрный король · f6 белый король · e5 белый конь · f5 белый слон | h8 чёрный король · f6 белый король · e5 белый конь · f5 белый слон | h8 чёрный король · f6 белый король · e5 белый конь · f5 белый слон | h8 чёрный король · f6 белый король · e5 белый конь · f5 белый слон | h8 чёрный король · f6 белый король · e5 белый конь · f5 белый слон | 4 |
| 3 | h8 чёрный король · f6 белый король · e5 белый конь · f5 белый слон | h8 чёрный король · f6 белый король · e5 белый конь · f5 белый слон | h8 чёрный король · f6 белый король · e5 белый конь · f5 белый слон | h8 чёрный король · f6 белый король · e5 белый конь · f5 белый слон | h8 чёрный король · f6 белый король · e5 белый конь · f5 белый слон | h8 чёрный король · f6 белый король · e5 белый конь · f5 белый слон | h8 чёрный король · f6 белый король · e5 белый конь · f5 белый слон | h8 чёрный король · f6 белый король · e5 белый конь · f5 белый слон | 3 |
| 2 | h8 чёрный король · f6 белый король · e5 белый конь · f5 белый слон | h8 чёрный король · f6 белый король · e5 белый конь · f5 белый слон | h8 чёрный король · f6 белый король · e5 белый конь · f5 белый слон | h8 чёрный король · f6 белый король · e5 белый конь · f5 белый слон | h8 чёрный король · f6 белый король · e5 белый конь · f5 белый слон | h8 чёрный король · f6 белый король · e5 белый конь · f5 белый слон | h8 чёрный король · f6 белый король · e5 белый конь · f5 белый слон | h8 чёрный король · f6 белый король · e5 белый конь · f5 белый слон | 2 |
| 1 | h8 чёрный король · f6 белый король · e5 белый конь · f5 белый слон | h8 чёрный король · f6 белый король · e5 белый конь · f5 белый слон | h8 чёрный король · f6 белый король · e5 белый конь · f5 белый слон | h8 чёрный король · f6 белый король · e5 белый конь · f5 белый слон | h8 чёрный король · f6 белый король · e5 белый конь · f5 белый слон | h8 чёрный король · f6 белый король · e5 белый конь · f5 белый слон | h8 чёрный король · f6 белый король · e5 белый конь · f5 белый слон | h8 чёрный король · f6 белый король · e5 белый конь · f5 белый слон | 1 |
| | a                                                                  | b                                                                  | c                                                                  | d                                                                  | e                                                                  | f                                                                  | g                                                                  | h                                                                  |   |

## Примеры
|   | a                                                                  | b                                                                  | c                                                                  | d                                                                  | e                                                                  | f                                                                  | g                                                                  | h                                                                  |   |
| - | ------------------------------------------------------------------ | ------------------------------------------------------------------ | ------------------------------------------------------------------ | ------------------------------------------------------------------ | ------------------------------------------------------------------ | ------------------------------------------------------------------ | ------------------------------------------------------------------ | ------------------------------------------------------------------ | - |
| 8 | b8 чёрный король · d7 белый слон · b6 белый король · c5 белый конь | b8 чёрный король · d7 белый слон · b6 белый король · c5 белый конь | b8 чёрный король · d7 белый слон · b6 белый король · c5 белый конь | b8 чёрный король · d7 белый слон · b6 белый король · c5 белый конь | b8 чёрный король · d7 белый слон · b6 белый король · c5 белый конь | b8 чёрный король · d7 белый слон · b6 белый король · c5 белый конь | b8 чёрный король · d7 белый слон · b6 белый король · c5 белый конь | b8 чёрный король · d7 белый слон · b6 белый король · c5 белый конь | 8 |
| 7 | b8 чёрный король · d7 белый слон · b6 белый король · c5 белый конь | b8 чёрный король · d7 белый слон · b6 белый король · c5 белый конь | b8 чёрный король · d7 белый слон · b6 белый король · c5 белый конь | b8 чёрный король · d7 белый слон · b6 белый король · c5 белый конь | b8 чёрный король · d7 белый слон · b6 белый король · c5 белый конь | b8 чёрный король · d7 белый слон · b6 белый король · c5 белый конь | b8 чёрный король · d7 белый слон · b6 белый король · c5 белый конь | b8 чёрный король · d7 белый слон · b6 белый король · c5 белый конь | 7 |
| 6 | b8 чёрный король · d7 белый слон · b6 белый король · c5 белый конь | b8 чёрный король · d7 белый слон · b6 белый король · c5 белый конь | b8 чёрный король · d7 белый слон · b6 белый король · c5 белый конь | b8 чёрный король · d7 белый слон · b6 белый король · c5 белый конь | b8 чёрный король · d7 белый слон · b6 белый король · c5 белый конь | b8 чёрный король · d7 белый слон · b6 белый король · c5 белый конь | b8 чёрный король · d7 белый слон · b6 белый король · c5 белый конь | b8 чёрный король · d7 белый слон · b6 белый король · c5 белый конь | 6 |
| 5 | b8 чёрный король · d7 белый слон · b6 белый король · c5 белый конь | b8 чёрный король · d7 белый слон · b6 белый король · c5 белый конь | b8 чёрный король · d7 белый слон · b6 белый король · c5 белый конь | b8 чёрный король · d7 белый слон · b6 белый король · c5 белый конь | b8 чёрный король · d7 белый слон · b6 белый король · c5 белый конь | b8 чёрный король · d7 белый слон · b6 белый король · c5 белый конь | b8 чёрный король · d7 белый слон · b6 белый король · c5 белый конь | b8 чёрный король · d7 белый слон · b6 белый король · c5 белый конь | 5 |
| 4 | b8 чёрный король · d7 белый слон · b6 белый король · c5 белый конь | b8 чёрный король · d7 белый слон · b6 белый король · c5 белый конь | b8 чёрный король · d7 белый слон · b6 белый король · c5 белый конь | b8 чёрный король · d7 белый слон · b6 белый король · c5 белый конь | b8 чёрный король · d7 белый слон · b6 белый король · c5 белый конь | b8 чёрный король · d7 белый слон · b6 белый король · c5 белый конь | b8 чёрный король · d7 белый слон · b6 белый король · c5 белый конь | b8 чёрный король · d7 белый слон · b6 белый король · c5 белый конь | 4 |
| 3 | b8 чёрный король · d7 белый слон · b6 белый король · c5 белый конь | b8 чёрный король · d7 белый слон · b6 белый король · c5 белый конь | b8 чёрный король · d7 белый слон · b6 белый король · c5 белый конь | b8 чёрный король · d7 белый слон · b6 белый король · c5 белый конь | b8 чёрный король · d7 белый слон · b6 белый король · c5 белый конь | b8 чёрный король · d7 белый слон · b6 белый король · c5 белый конь | b8 чёрный король · d7 белый слон · b6 белый король · c5 белый конь | b8 чёрный король · d7 белый слон · b6 белый король · c5 белый конь | 3 |
| 2 | b8 чёрный король · d7 белый слон · b6 белый король · c5 белый конь | b8 чёрный король · d7 белый слон · b6 белый король · c5 белый конь | b8 чёрный король · d7 белый слон · b6 белый король · c5 белый конь | b8 чёрный король · d7 белый слон · b6 белый король · c5 белый конь | b8 чёрный король · d7 белый слон · b6 белый король · c5 белый конь | b8 чёрный король · d7 белый слон · b6 белый король · c5 белый конь | b8 чёрный король · d7 белый слон · b6 белый король · c5 белый конь | b8 чёрный король · d7 белый слон · b6 белый король · c5 белый конь | 2 |
| 1 | b8 чёрный король · d7 белый слон · b6 белый король · c5 белый конь | b8 чёрный король · d7 белый слон · b6 белый король · c5 белый конь | b8 чёрный король · d7 белый слон · b6 белый король · c5 белый конь | b8 чёрный король · d7 белый слон · b6 белый король · c5 белый конь | b8 чёрный король · d7 белый слон · b6 белый король · c5 белый конь | b8 чёрный король · d7 белый слон · b6 белый король · c5 белый конь | b8 чёрный король · d7 белый слон · b6 белый король · c5 белый конь | b8 чёрный король · d7 белый слон · b6 белый король · c5 белый конь | 1 |
|   | a                                                                  | b                                                                  | c                                                                  | d                                                                  | e                                                                  | f                                                                  | g                                                                  | h                                                                  |   |

|   | a                                                                  | b                                                                  | c                                                                  | d                                                                  | e                                                                  | f                                                                  | g                                                                  | h                                                                  |   |
| - | ------------------------------------------------------------------ | ------------------------------------------------------------------ | ------------------------------------------------------------------ | ------------------------------------------------------------------ | ------------------------------------------------------------------ | ------------------------------------------------------------------ | ------------------------------------------------------------------ | ------------------------------------------------------------------ | - |
| 8 | h8 чёрный король · g6 белый король · h6 белый слон · f5 белый конь | h8 чёрный король · g6 белый король · h6 белый слон · f5 белый конь | h8 чёрный король · g6 белый король · h6 белый слон · f5 белый конь | h8 чёрный король · g6 белый король · h6 белый слон · f5 белый конь | h8 чёрный король · g6 белый король · h6 белый слон · f5 белый конь | h8 чёрный король · g6 белый король · h6 белый слон · f5 белый конь | h8 чёрный король · g6 белый король · h6 белый слон · f5 белый конь | h8 чёрный король · g6 белый король · h6 белый слон · f5 белый конь | 8 |
| 7 | h8 чёрный король · g6 белый король · h6 белый слон · f5 белый конь | h8 чёрный король · g6 белый король · h6 белый слон · f5 белый конь | h8 чёрный король · g6 белый король · h6 белый слон · f5 белый конь | h8 чёрный король · g6 белый король · h6 белый слон · f5 белый конь | h8 чёрный король · g6 белый король · h6 белый слон · f5 белый конь | h8 чёрный король · g6 белый король · h6 белый слон · f5 белый конь | h8 чёрный король · g6 белый король · h6 белый слон · f5 белый конь | h8 чёрный король · g6 белый король · h6 белый слон · f5 белый конь | 7 |
| 6 | h8 чёрный король · g6 белый король · h6 белый слон · f5 белый конь | h8 чёрный король · g6 белый король · h6 белый слон · f5 белый конь | h8 чёрный король · g6 белый король · h6 белый слон · f5 белый конь | h8 чёрный король · g6 белый король · h6 белый слон · f5 белый конь | h8 чёрный король · g6 белый король · h6 белый слон · f5 белый конь | h8 чёрный король · g6 белый король · h6 белый слон · f5 белый конь | h8 чёрный король · g6 белый король · h6 белый слон · f5 белый конь | h8 чёрный король · g6 белый король · h6 белый слон · f5 белый конь | 6 |
| 5 | h8 чёрный король · g6 белый король · h6 белый слон · f5 белый конь | h8 чёрный король · g6 белый король · h6 белый слон · f5 белый конь | h8 чёрный король · g6 белый король · h6 белый слон · f5 белый конь | h8 чёрный король · g6 белый король · h6 белый слон · f5 белый конь | h8 чёрный король · g6 белый король · h6 белый слон · f5 белый конь | h8 чёрный король · g6 белый король · h6 белый слон · f5 белый конь | h8 чёрный король · g6 белый король · h6 белый слон · f5 белый конь | h8 чёрный король · g6 белый король · h6 белый слон · f5 белый конь | 5 |
| 4 | h8 чёрный король · g6 белый король · h6 белый слон · f5 белый конь | h8 чёрный король · g6 белый король · h6 белый слон · f5 белый конь | h8 чёрный король · g6 белый король · h6 белый слон · f5 белый конь | h8 чёрный король · g6 белый король · h6 белый слон · f5 белый конь | h8 чёрный король · g6 белый король · h6 белый слон · f5 белый конь | h8 чёрный король · g6 белый король · h6 белый слон · f5 белый конь | h8 чёрный король · g6 белый король · h6 белый слон · f5 белый конь | h8 чёрный король · g6 белый король · h6 белый слон · f5 белый конь | 4 |
| 3 | h8 чёрный король · g6 белый король · h6 белый слон · f5 белый конь | h8 чёрный король · g6 белый король · h6 белый слон · f5 белый конь | h8 чёрный король · g6 белый король · h6 белый слон · f5 белый конь | h8 чёрный король · g6 белый король · h6 белый слон · f5 белый конь | h8 чёрный король · g6 белый король · h6 белый слон · f5 белый конь | h8 чёрный король · g6 белый король · h6 белый слон · f5 белый конь | h8 чёрный король · g6 белый король · h6 белый слон · f5 белый конь | h8 чёрный король · g6 белый король · h6 белый слон · f5 белый конь | 3 |
| 2 | h8 чёрный король · g6 белый король · h6 белый слон · f5 белый конь | h8 чёрный король · g6 белый король · h6 белый слон · f5 белый конь | h8 чёрный король · g6 белый король · h6 белый слон · f5 белый конь | h8 чёрный король · g6 белый король · h6 белый слон · f5 белый конь | h8 чёрный король · g6 белый король · h6 белый слон · f5 белый конь | h8 чёрный король · g6 белый король · h6 белый слон · f5 белый конь | h8 чёрный король · g6 белый король · h6 белый слон · f5 белый конь | h8 чёрный король · g6 белый король · h6 белый слон · f5 белый конь | 2 |
| 1 | h8 чёрный король · g6 белый король · h6 белый слон · f5 белый конь | h8 чёрный король · g6 белый король · h6 белый слон · f5 белый конь | h8 чёрный король · g6 белый король · h6 белый слон · f5 белый конь | h8 чёрный король · g6 белый король · h6 белый слон · f5 белый конь | h8 чёрный король · g6 белый король · h6 белый слон · f5 белый конь | h8 чёрный король · g6 белый король · h6 белый слон · f5 белый конь | h8 чёрный король · g6 белый король · h6 белый слон · f5 белый конь | h8 чёрный король · g6 белый король · h6 белый слон · f5 белый конь | 1 |
|   | a                                                                  | b                                                                  | c                                                                  | d                                                                  | e                                                                  | f                                                                  | g                                                                  | h                                                                  |   |

На чемпионате СССР 1979 в партии между Юрием Балашовым и Юрием Аникаевым возник эндшпиль «конь и слон против одинокого короля». Аникаев в течение 20 ходов проверял технику матования своего соперника. Балашов заставил неприятельского короля направиться в угол, имевший тот же цвет, что и поля, по которым ходил слон. И только тогда Аникаев сдался.
В 2013 году на четвёртом этапе Гран-При чемпионка мира Анна Ушенина не смогла поставить Ольге Гире мат слоном и конём за положенные 50 ходов.
Евсей Поляк не сумел поставить мат слоном и конём за 50 ходов, партия также закончилась вничью.